# Люлевічкі
Люлевічкі (пол. Lulewiczki) — село в Польщі, у гміні Білоґард Білоґардського повіту Західнопоморського воєводства.
Населення — 109 осіб (2011).
У 1975-1998 роках село належало до Кошалінського воєводства.

## Демографія
Демографічна структура станом на 31 березня 2011 року:
|          | Загалом | Допрацездатний вік | Працездатний вік | Постпрацездатний вік |
| -------- | ------- | ------------------ | ---------------- | -------------------- |
| Чоловіки | 57      | 16                 | 34               | 7                    |
| Жінки    | 52      | 10                 | 31               | 11                   |
| Разом    | 109     | 26                 | 65               | 18                   |